# Ctenus ravidus
Ctenus ravidus este o specie de păianjeni din genul Ctenus, familia Ctenidae. A fost descrisă pentru prima dată de Simon, 1886. Conform Catalogue of Life specia Ctenus ravidus nu are subspecii cunoscute.